# Corrado Govoni
Corrado Govoni (Tamara, 29 ottobre 1884 – Lido dei Pini, 20 ottobre 1965) è stato un poeta italiano.
Dopo una prima esperienza crepuscolare aderì al futurismo, staccandosene in seguito per tentare la prosa e il teatro.

## Biografia
Nacque a Tàmara, una frazione del comune di Copparo, in provincia di Ferrara, da una famiglia di agricoltori benestanti, e, senza fare studi regolari, iniziò a lavorare presto nell'azienda di suo padre. Nella breve nota biografica che lo riguarda, in Poeti d'oggi (1920) di Papini e Pancrazi si legge sul Poeta  «Era proprietario di belle e buone terre nel ferrarese che poi ha dovuto vendere. Ha fatto l'impiegato, il soldato, l'allevatore di polli, di maiali, di cigni e di serpenti a sonagli ecc.». Esordì giovanissimo, già nel 1903, pubblicando a sue spese, per la casa editrice fiorentina Lumachi (la stessa allora di Giovanni Papini, suo grande  estimatore) due raccolte di liriche, dal titolo: Le fiale e Armonia in grigio et in silenzio, ove prevalgono toni crepuscolari, a fondamento della poetica, giovanile e novatrice, a inizio secolo, di un gruppo di adolescenti tra loro amici -tra i quali Corazzini e Moretti- il cui originale richiamo a uno sguardo più intimo e anche giocoso rivolto al quotidiano,  riscoperto e valorizzato con semplicità e ricchezza di sentimenti, promuoveva un positivo superamento del Dannunzianesimo allora nella poesia italiana imperante.  
Dopo la pubblicazione di quelle opere si dedicò costantemente alla poesia come alla prosa,collaborando alle maggiori  riviste letterarie del proprio tempo; tra cui: Poesia, La Voce, Lacerba, e Riviera Ligure (inaugurata e diretta da Mario Novaro). Le ulteriori raccolte del 1905 e del 1907, Fuochi d'artifizio e Gli aborti, segnarono intanto l'inizio per lui di una ulteriore stagione poetica, che, in forza d'accenti ironici e insolite analogie, precorre peculiari esperienze proprie del Futurismo. Dopo il suo trasferimento a Milano, capitale dell'avanguardia, strinse rapporti con Filippo Tommaso Marinetti e aderì con entusiasmo al suo movimento.
Ma non fu adesione acritica : pur con efficacia d'originalità di gusto futurista, nelle successive raccolte, Poesie elettriche del 1911 e Rarefazioni e parole in libertà del 1915, egli stesso definì tale adesione "un gioco"; e la sua poesia restò, essenzialmente, ispirata alla vita veniente del proprio ricco sentire. Intanto, il Poeta si era sposato con Teresa, dalla quale avrebbe avuto tre figli: Aladino, Ariele e Mario.
In L'inaugurazione della primavera, del 1915, il rapporto fra il proprio sentire e la realtà si offre ancor più intimo, radicale: col superamento d'ogni anteriore residuo di crepuscolarismo per attingere, mediato il verso per reagenti verbali di rara potenza, a forze individuali cognitive sempre più nuove. 
Dal 1916 divenne collaboratore della rivista napoletana Diana, ove appaiono liriche anche di giovani esordienti, importanti per definire stile e gusto amplificati, nei due successivi decenni, dalla tendenza ermetica. Quell'anno stesso, di ritorno a Ferrara e in povertà, fu costretto a vendere i suoi poderi e a dedicarsi ai mestieri più vari. La crescita poetica di Govoni negli anni suoi giovanili, ha il suo bilancio e la sua sintesi con l'antologia Poesie scelte, dall'Autore edita a Ferrara nel 1918.
Nel 1919 si era trasferito a Roma, dove, dopo la rivoluzione fascista, ottenne un impiego al Ministero della cultura popolare. Per qualche anno fu vicedirettore della sezione del libro alla SIAE, poi segretario del Sindacato Nazionale Scrittori e Autori dal 1928 al 1943. Grato al fascismo per l'opportunità di lavoro, scrisse due poemetti in lode a Mussolini. Ciò nonostante, il figlio Aladino Govoni, che faceva parte di Bandiera Rossa, fu fucilato dai tedeschi alle Fosse Ardeatine il 24 marzo 1944. Nacque quindi Aladino (1946): un Govoni diverso, sconvolto dalla tragedia, che esprime il suo dolore con toni duri e talora violenti.
Nel dopoguerra lo scrittore si trovò in precarie condizioni economiche e dopo un periodo di disoccupazione accettò un impiego presso un ministero come protocollista, trascorrendo la sua vita tra la capitale e Marina di Tor San Lorenzo. Negli ultimi anni della sua vita Govoni diresse la rivista Il sestante letterario da Lido dei Pini, presso Roma, dove dimorava. Qui, segnato da una malattia agli occhi che lo aveva condotto quasi alla cecità, morì nel 1965.

## Poetica
La poesia di Govoni nasce dall'intreccio di poetiche e di ritmi tipici della tradizione italiana. Da D'Annunzio egli colse il parnassianesimo con l'immobilità delle immagini e la preziosità del discorso lirico, mentre da Pascoli il Govoni di Armonie ritrova l'abbandono della forma chiusa del sonetto e la visione, anche dove il sentimento è triste, dei colori densi delle cose viste, la propensione per la campagna, la conquista metrica di versi e strofe aperte.

### L'esperienza crepuscolare
Pertanto si può definire la cultura poetica del primo Govoni compresa nel triangolo tipico per i crepuscolari: Pascoli, D'Annunzio, i simbolisti franco-belgi. Il contributo di Govoni dato al crepuscolarismo, al quale egli si accosta in forma istintiva e, come disse Sergio Solmi, in modo "straordinariamente elementare" è molto precoce. Govoni registra nelle sue poesie la varietà infinita dei colori del mondo con gioia fanciullesca e, come scrisse Eugenio Montale, egli esprime la necessità di tradurre i fenomeni della realtà a "fiabesco inventario privato".
Scrive Bonfiglioli "il suo crepuscolarismo consiste in una originale poetica dell'anima. L'anima è concepita come una lastra impressionabile, pronta a scomporre l'oggetto in una serie di sensazioni empiriche e a riorganizzarle in sovrimpressioni analogiche". Govoni però contrappone al grigiore dei più tipici crepuscolari, come Sergio Corazzini e Marino Moretti, una grande vitalità dei colori che, per molti aspetti, lo differenzia dalla corrente crepuscolare e costituisce il "comune denominatore" tra il Govoni pre-futurista e quello futurista.

### L'esperienza futurista
L'esperienza futurista non allontanò Govoni dal suo "immaginismo impressionistico", ma rinsaldò la forza dell'immagine alla parola unita a una capacità inventiva, vivacizzata da un estro paradossale. Già in Armonia il poeta dà il suo contributo al verso libero, anche se questo tipo di liberazione sembra scaturire in lui da una abitudine ad una certa trasandatezza formale e metrica come si può vedere nelle Fiale dove gli endecasillabi sono ad accentuazione irregolare e i numerosi ipometri (versi mancanti di una sillaba) assumono uno stile tipicamente simbolista-liberty, mentre nelle rime non mancano provocatorie grafie fonetiche regionali.
Il poeta aderì al futurismo con entusiasmo e con giocosa irresponsabilità, come lui stesso ebbe a dire il 14 marzo 1937 sul "Meridiano di Roma", raggiungendo risultati di poco inferiori a quelli di Aldo Palazzeschi,
conservando, anche nella fase futurista, residui dannunziani, liberty e crepuscolari come ad esempio quando affronta il tema della città moderna, dove si vede che egli non riesce a dimenticare la natura georgica e idillica del suo animo.
Montale, in un suo saggio critico, disse che Govoni "lo si può leggere fra Li Po e Po Chu-i senza troppo avvertire il salto dei secoli" e questo per dire che il poeta, pur celebrando la dinamicità della vita moderna, resta in realtà al di fuori della storia grazie all'innesto di un modernismo spontaneo su una sensibilità profondamente campagnola.

### Oltre l'esperienza futurista
Trascorsa questa fase d'avanguardia futurista, Govoni continuò ad essere fedele a sé stesso con la sua poesia ricca di immagini fresche e affettuose anche se alla ricerca di una maggiore essenzialità, come in Aladino (1946), Preghiera al trifoglio (1953), Stradario della primavera (1958) e la raccolta postuma La ronda di notte (1966).

## Opere

### Opere poetiche
- Le fiale 1903
- Armonia in grigio et in silenzio, Firenze, Lumachi, 1903
- Fuochi d'artifizio, Palermo, Ganguzza-Lajosa, 1905
- Gli aborti, Ferrara, Taddei, 1907
- Poesie elettriche, Milano, Edizion Futuriste di "Poesia", 1911
- Inaugurazione della primavera, Ferrara, Taddei, 1915
- Rarefazioni, Milano, Edizioni di "Poesia", 1915
- Poesie scelte, a cura di A. Neppi, Ferrara, Taddei, 1918
- Poesie elettriche, Ferrara, Taddei, 1920
- Tre grani da seminare, Milano, Palmer, 1920
- Il quaderno dei sogni e delle stelle, Milano, Mondadori, 1924
- La Trombettina, Milano, Mondadori, 1924
- Brindisi alla notte, Milano, Bottega di Poesia, 1924
- Il flauto magico, Roma, Al tempo della Fortuna, 1932
- Saluto a Mussolini, Roma, Al tempo della Fortuna, 1932
- Poema di Mussolini, Roma, Cuggiani, 1937
- Canzoni a bocca chiusa, Firenze, Vallecchi, 1938
- Pellegrino d'amore, Milano, Mondadori, 1941
- Govonigiotto, Milano, Steli, 1943
- Aladino. Lamento su mio figlio morto, Milano, Mondadori, 1946
- L'Italia odia i poeti, Roma, Pagine Nuove, 1950
- Patria d'alto volo, Siena, Maia, 1953
- Preghiera al trifoglio, Roma, Casini, 1953
- Antologia poetica, a cura e con prefazione di G. Spagnoletti, Firenze, Sansoni, 1953
- Manoscritto nella bottiglia, con un saggio di Giuseppe Ravegnani, Milano, Mondadori, 1954
- Stradario della primavera e altre poesie, Venezia, Neri Pozza, 1958
- Poesie (1903-1959), a cura di Giuseppe Ravegnani, Milano, Mondadori, 1961
- Il Vino degli anni  a cura di Tommaso Lisi, Roma, L'officina Libri, 1979
- Armonia in grigio et in silenzio, Bari, Palomar, 1992
- Poesie, 1903 - 1958, Mondadori, 2000
- Aladino, a cura di Giuseppe Lasala, Bari, Palomar, 2006
- Poesie elettriche, a cura di Giuseppe Lasala, Macerata, Quodlibet, 2008
- Gli Aborti, a cura di Francesco Targhetta, Genova, Edizioni San Marco dei Giustiniani, 2008
- Fuochi d'artifizio, a cura di Francesco Targhetta, Macerata, Quodlibet, 2013

### Opere in prosa (romanzi, novelle, teatro, antologie)
- La neve, Firenze, "La Voce", 1915
- La caccia all'usignolo, Milano, Istituto Editoriale Italiano, 1915
- La santa verde, Ferrara, Taddei, 1919
- Anche l'ombra è sole, Milano, Mondadori, 1920
- Piccolo veleno color di rosa, Firenze, Bemporad, 1921
- La Terra contro il cielo, Milano, Mondadori, 1921
- La strada sull'acqua, Milano, Treves, 1923
- La cicala e la formica, Milano, Bottega di poesia, 1925
- Il volo d'amore, Milano, Mondadori, 1926
- Bomboniera, Roma, Sapientia, 1929
- La maschera che piange, L'Aquila, Vecchioni, 1930
- Misirizzi, Firenze, Vallecchi, 1930
- I racconti della ghiandaia, Lanciano, Carabba, 1932
- Arcobaleno, Lanciano, Carabba, 1932
- Il Temporale, Catanzaro, San Gennaro, 1934
- Splendore della poesia italiana, Milano, Hoepli, 1937, nuova ed. , Milano, Ceschina, 1958
- Le rovine del Paradiso, Firenze, Vallecchi, 1940
- Il pane degli angeli, Napoli, Clet, 1940
- Confessioni davanti allo specchio, Brescia, Morceliana, 1942

## Riconoscimenti
Nel 1950 lo scrittore ha vinto il Premio Viareggio di Poesia per l'insieme della sua opera letteraria.
Nel 1963 ha vinto il Premio Nazionale Letterario Pisa, Poesia.